# Distretto di Yauli (Jauja)
Il distretto di Yauli è uno dei trentaquattro distretti della provincia di Jauja, in Perù. Si trova nella regione di Junín e si estende su una superficie di 93,15  chilometri quadrati.